# Primera División de Venezuela 2011/2012
Primera División de Venezuela 2010/2011 var den högsta divisionen i fotboll i Venezuela för säsongen 2011/2012 består av två serier, Torneo Apertura och Torneo Clausura, som korar en mästare vardera - det koras med andra ord två mästare per säsong. Den högsta divisionen kvalificerar även lag till Copa Sudamericana 2012 och Copa Libertadores 2013. Oftast spelas en seriefinal mellan vinnaren av Torneo Apertura och Torneo Clausura för att kora en mästare, men den här säsongen vann Deportivo Lara båda turneringarna och ingen seriefinal behövde spelas och Deportivo Lara blev venezuelanska mästare säsongen 2011/2012.

## Kvalificering för internationella turneringar
- Copa Sudamericana 2012
  - Mineros de Guayana (som vinnare av Copa Venezuela 2011)
  - Deportivo Lara (som venezuelanska mästare)
  - Deportivo Táchira (som vinnare av Copa Sudamericana-playoff)
  - Monagas (som vinnare av Copa Sudamericana-playoff)
- Copa Libertadores 2013
  - Deportivo Lara (som venezuelanska mästare)
  - Caracas (som tvåa, efter Deportivo Lara, i den sammanlagda tabellen)
  - Deportivo Anzoátegui (som trea i den sammanlagda tabellen)

## Tabeller
| Nr | Lag                   | S  | V  | O | F  | GM | IM | MS  | P  |
| -- | --------------------- | -- | -- | - | -- | -- | -- | --- | -- |
| 1  | Deportivo Lara        | 17 | 12 | 5 | 0  | 39 | 12 | +27 | 41 |
| 2  | Caracas               | 17 | 11 | 3 | 3  | 27 | 13 | +14 | 36 |
| 3  | Deportivo Petare      | 17 | 10 | 5 | 2  | 28 | 15 | +13 | 35 |
| 4  | Deportivo Anzoátegui  | 17 | 9  | 3 | 5  | 16 | 11 | +5  | 30 |
| 5  | Mineros de Guayana    | 17 | 8  | 4 | 5  | 21 | 22 | −1  | 28 |
| 6  | Zulia                 | 17 | 7  | 6 | 4  | 28 | 20 | +8  | 27 |
| 7  | Yaracuyanos           | 17 | 6  | 6 | 5  | 24 | 17 | +7  | 24 |
| 8  | Zamora                | 17 | 5  | 8 | 4  | 23 | 19 | +4  | 23 |
| 9  | Aragua                | 17 | 5  | 8 | 4  | 15 | 19 | −4  | 23 |
| 10 | Monagas               | 17 | 6  | 3 | 8  | 20 | 23 | −3  | 21 |
| 11 | Trujillanos           | 17 | 5  | 5 | 7  | 22 | 21 | +1  | 20 |
| 12 | Real Esppor           | 17 | 5  | 5 | 7  | 18 | 23 | −5  | 20 |
| 13 | Deportivo Táchira     | 17 | 5  | 5 | 7  | 14 | 21 | −7  | 20 |
| 14 | Atlético El Vigía     | 17 | 4  | 5 | 8  | 15 | 25 | −10 | 17 |
| 15 | Tucanes de Amazonas   | 17 | 3  | 4 | 10 | 21 | 30 | −9  | 13 |
| 16 | Llaneros de Guanare   | 17 | 2  | 7 | 8  | 18 | 28 | −10 | 13 |
| 17 | Estudiantes de Mérida | 17 | 1  | 8 | 8  | 15 | 37 | −22 | 11 |
| 18 | Carabobo              | 17 | 1  | 6 | 10 | 17 | 27 | −10 | 9  |

| Nr | Lag                   | S  | V  | O | F  | GM | IM | MS  | P  |
| -- | --------------------- | -- | -- | - | -- | -- | -- | --- | -- |
| 1  | Deportivo Lara        | 17 | 13 | 3 | 1  | 32 | 12 | +20 | 42 |
| 2  | Mineros de Guayana    | 17 | 9  | 6 | 2  | 29 | 15 | +14 | 33 |
| 3  | Deportivo Anzoátegui  | 17 | 9  | 5 | 3  | 21 | 10 | +11 | 32 |
| 4  | Caracas               | 17 | 8  | 4 | 5  | 23 | 20 | +3  | 28 |
| 5  | Zulia                 | 17 | 9  | 0 | 8  | 14 | 13 | +1  | 27 |
| 6  | Llaneros de Guanare   | 17 | 7  | 5 | 5  | 17 | 14 | +3  | 26 |
| 7  | Zamora                | 17 | 7  | 4 | 6  | 23 | 23 | 0   | 25 |
| 8  | Trujillanos           | 17 | 5  | 8 | 4  | 17 | 16 | +1  | 23 |
| 9  | Aragua                | 17 | 5  | 6 | 6  | 16 | 17 | −1  | 21 |
| 10 | Carabobo              | 17 | 5  | 6 | 6  | 14 | 15 | −1  | 21 |
| 11 | Deportivo Táchira     | 17 | 5  | 5 | 7  | 18 | 19 | −1  | 20 |
| 12 | Monagas               | 17 | 5  | 5 | 7  | 14 | 15 | −1  | 20 |
| 13 | Yaracuyanos           | 17 | 5  | 5 | 7  | 18 | 20 | −2  | 20 |
| 14 | Estudiantes de Mérida | 17 | 4  | 7 | 6  | 17 | 19 | −2  | 19 |
| 15 | Real Esppor           | 17 | 4  | 6 | 7  | 9  | 14 | −5  | 18 |
| 16 | Deportivo Petare      | 17 | 3  | 7 | 7  | 16 | 22 | −6  | 16 |
| 17 | Atlético El Vigía     | 17 | 4  | 4 | 9  | 11 | 24 | −13 | 16 |
| 18 | Tucanes de Amazonas   | 17 | 2  | 2 | 13 | 15 | 36 | −21 | 8  |

## Sammanlagd tabell
| Nr | Lag                   | S  | V  | O  | F  | GM | IM | MS  | P  |
| -- | --------------------- | -- | -- | -- | -- | -- | -- | --- | -- |
| 1  | Deportivo Lara        | 34 | 25 | 8  | 1  | 71 | 24 | +47 | 83 |
| 2  | Caracas               | 34 | 19 | 7  | 8  | 50 | 33 | +17 | 64 |
| 3  | Deportivo Anzoátegui  | 34 | 18 | 8  | 8  | 37 | 21 | +16 | 62 |
| 4  | Mineros de Guayana    | 34 | 17 | 10 | 7  | 50 | 37 | +13 | 61 |
| 5  | Zulia                 | 34 | 16 | 6  | 12 | 42 | 33 | +9  | 54 |
| 6  | Deportivo Petare      | 34 | 13 | 12 | 9  | 44 | 37 | +7  | 51 |
| 7  | Zamora                | 34 | 12 | 12 | 10 | 46 | 42 | +4  | 48 |
| 8  | Yaracuyanos           | 34 | 11 | 11 | 12 | 42 | 37 | +5  | 44 |
| 9  | Aragua                | 34 | 10 | 14 | 10 | 31 | 36 | −5  | 44 |
| 10 | Trujillanos           | 34 | 10 | 13 | 11 | 39 | 37 | +2  | 43 |
| 11 | Monagas               | 34 | 11 | 8  | 15 | 34 | 38 | −4  | 41 |
| 12 | Deportivo Táchira     | 34 | 10 | 10 | 14 | 32 | 40 | −8  | 40 |
| 13 | Llaneros de Guanare   | 34 | 9  | 12 | 13 | 35 | 42 | −7  | 39 |
| 14 | Real Esppor           | 34 | 9  | 11 | 14 | 27 | 37 | −10 | 38 |
| 15 | Atlético El Vigía     | 34 | 8  | 9  | 17 | 28 | 49 | −21 | 33 |
| 16 | Estudiantes de Mérida | 34 | 5  | 15 | 14 | 32 | 56 | −24 | 30 |
| 17 | Carabobo              | 34 | 6  | 12 | 16 | 31 | 42 | −11 | 29 |
| 18 | Tucanes de Amazonas   | 34 | 5  | 6  | 23 | 36 | 66 | −30 | 21 |

Carabobo fick 1 poängs avdrag på grund av ordningsstörningar under matchen Carabobo mot Aragua.
Färgkoder:
     – Vinnare av den sammanlagda tabellen och kvalificerade till Copa Libertadores 2013 (som venezuelansk mästare) och Copa Sudamericana 2012 (som vinnare av den sammanlagda tabellen).

     – Bäst placerade icke-mästare och därmed kvalificerade för Copa Libertadores 2013.

     – Kvalificerade till Copa Sudamericana 2012 som vinnare av Copa Venezuela 2011.

     – Kvalificerade för playoff till Copa Sudamericana 2012.

     – Nedflyttade till den näst högsta divisionen inför säsongen 2012/2013.

## Playoff till Copa Sudamericana

### Andra omgången
Deportivo Táchira och Monagas kvalificerade för Copa Sudamericana 2012.